# دوري كوراساو لكرة القدم 2016
دوري كوراساو لكرة القدم 2016 هو الموسم 90 من دوري كوراساو لكرة القدم. كان عدد الأندية المشاركة فيه 10، وفاز فيه RKSV Centro Dominguito ‏.